# Satz über monotone Klassen
Der Satz über monotone Klassen ist ein zentraler Satz der Maßtheorie, dem Teilgebiet der Mathematik, das sich mit den Eigenschaften von Maßräumen und Funktionen auf ihnen beschäftigt.

## Definition eines monotonen Vektorraums
Bevor der Satz formuliert werden kann, müssen wir zunächst den Begriff eines monotonen Vektorraums einführen. Eine Menge {\displaystyle {\mathcal {H}}} von beschränkten, reellwertigen Funktionen auf einem beliebigen Raum {\displaystyle \;\Omega } heißt monoton, falls die folgenden Eigenschaften erfüllt sind:
- {\displaystyle {\mathcal {H}}} ist ein Vektorraum über den reellen Zahlen.
- Alle konstanten Funktionen liegen in {\displaystyle {\mathcal {H}}}.
- Für jede Folge {\displaystyle (f_{n})_{n\geq 1}} von Funktionen in {\displaystyle {\mathcal {H}}}, die {\displaystyle 0\leq f_{1}\leq \cdots \leq f_{n}\leq \cdots } und {\displaystyle f_{n}\to f\;} (punktweise Konvergenz) mit {\displaystyle f} beschränkt erfüllt, gilt: {\displaystyle f\in {\mathcal {H}}}.

## Der Satz über monotone Klassen
Es sei {\displaystyle {\mathcal {M}}} eine multiplikative (also unter Multiplikation abgeschlossene) Klasse von beschränkten, reellwertigen Funktionen auf einer Menge {\displaystyle \Omega } und {\displaystyle {\mathcal {A}}=\sigma ({\mathcal {M}})} die von der Klasse {\displaystyle {\mathcal {M}}} erzeugte σ-Algebra. Zudem sei {\displaystyle {\mathcal {H}}} ein monotoner Vektorraum, der {\displaystyle {\mathcal {M}}} als Teilmenge enthält. Dann besagt der Satz über monotone Klassen, dass {\displaystyle {\mathcal {H}}} auch alle beschränkten, {\displaystyle {\mathcal {A}}}-messbaren Funktionen enthält.

## Anwendungen
Eine klassische Anwendung des Satzes über monotone Klassen ist der Beweis des Satzes von Fubini. In manchen Fällen lassen sich Beweise auch mit dem anschaulicheren Standardverfahren der Integration von einfachen Funktionen und Anwendung des Satzes von der monotonen Konvergenz beweisen.